# ヨシプ・ブレカロ
ヨシプ・ブレカロ（Josip Brekalo, 1998年6月23日 - ）は、クロアチア・ザグレブ出身のサッカー選手。スュペル・リグ・カスムパシャSK所属。クロアチア代表。ポジションはMF、FW。

## 経歴

### クラブ
クロアチアの名門ディナモ・ザグレブのユースチームでキャリアをスタート。2015年にトップチームに昇格しプロキャリアをスタートする。2016-17シーズンよりドイツ・ブンデスリーガのVfLヴォルフスブルクへ完全移籍した。
2016-17シーズン冬の移籍期間最終日である2017年1月31日にブンデスリーガ2部のVfBシュトゥットガルトへ2017年6月末までの半年間の期限付き移籍をした。なお契約条項には、シュトゥットガルトが1部に昇格した場合には移籍期間を2018年6月末まで延長が盛り込まれている。シュトゥットガルトは2016-17シーズンで2部で優勝し1部へ昇格したため、予定通りレンタル期間が1年延長された。
2017年12月22日にヴォルフスブルクへ予定より半年早く復帰することが発表された。
2021年8月31日、トリノFCに買取オプション付きのローン移籍で加入したことが発表された。
2023年1月28日、ACFフィオレンティーナに移籍した。
2024年1月29日、HNKハイドゥク・スプリトにレンタル移籍した。

### 代表
各年代のクロアチア代表に選出されている。

## タイトル
ディナモ・ザグレブ
- プルヴァHNL : 1回（2015-16)
- フルヴァツキ・ノゴメトニ・クプ : 1回（2015-16）

シュトゥットガルト
- 2.ブンデスリーガ : （2016-17）